# ミッキーマウス ミックス・アドベンチャー
「ミッキーマウス: ミックスアップ・アドベンチャーズ」（原題：Mickey Mouse: Mixed-Up Adventures）はディズニー・チャンネルで放映されるアメリカ製アニメーション作品。

## 概要
『ミッキーマウスとロードレーサーズ』の続編。（なお、アメリカ版Disney+では『ミッキーマウスとロードレーサーズ』のシーズン3として位置づけられている）2019年10月14日からレギュラー放送開始。タイトルにある通り、『ミッキーマウス クラブハウス』や『ミニーのリボンショー』などの要素が加わっている。日本では、2020年4月22日からディズニーチャンネルにてレギュラー放送開始。更に2020年7月24日からディズニージュニアで放送開始。全36話。

## あらすじ
前半パートは「ホットドッグヒルズ」の新しい家からミッキーマウスと仲間たちが様々な冒険に出かける話。後半パートはミニーとデイジーとクッコーロカがハッピーヘルパーのお仕事に出かける話で、基本的な構成は前番組『ミッキーマウスとロードレーサーズ』と同様。
各パート直後には前々番組『ミッキーマウス クラブハウス』で使われていた「マウスケダンス（原題：Hot Dog!）」のアレンジバージョンに合わせてミッキー達が踊るアニメーションが挿入される。

## 登場人物
声優の表記は原語版/日本語吹替版の順。

### メインキャラクター
ミッキーマウス
声 - ブレット・イワン / 星野貴紀
ドナルドダック
声 - ダニエル・ロス / 山寺宏一
グーフィー
声 - ビル・ファーマー / 宮本崇弘
ミニーマウス
声 - ルシー・テイラー→ケイトリン・ロブロック / 遠藤綾
デイジーダック
声 - トレス・マクニール / 土井美加
プルート
声 - ビル・ファーマー / （原語版流用）
クッコーロカ
声 - ニカ・ファターマン / 澁谷梓希
ピート
声 - ジム・カミングス / 北川勝博
クララベル・カウ
声 - エイプリル・ウィンチェル / 福島桂子
ビリー・ビーグル
声 - ジェイ・レノ / 後藤光祐

### ゲストキャラクター
チップとデール
声 - トレス・マクニール（チップ）・コーリー・バートン（デール） / 滝沢ロコ（チップ）・稲葉実（デール）
スージー
声 - Natalie Coughlin / 伊達朱里紗
エルレイ
声 - Evan Kishiyama / 佐伯美由紀

## 各話リスト
| 話数     | タイトル                                           | 原題                                    |
| -------- | -------------------------------------------------- | --------------------------------------- |
| 1        | ミッキーのごちゃまぜモーター・ラボ                 | Mickey's Mixed-Up Motor Lab             |
| 1        | ハッピー・ヘルパーのおそうじたいけつ               | Wishy Washy Helpers                     |
| 2        | しあわせのユニコーン                               | One Unicorny Day!                       |
| 2        | ハッピー・ヘルパーのじょうばレッスン               | The Happy Horse Helpers                 |
| 3        | ドナルドのしんゆう                                 | Animal Antics                           |
| 3        | ともだちレッスン                                   | Here, Kitty, Kitty, Kitty!              |
| 4        | モンスターがやってきた！                           | Mickey's Monstrous Truck                |
| 4        | ミニーのおひっこし                                 | Minnie's Vacation Home!                 |
| 5        | さいこうのたんじょうび                             | Mixed-Up for a Day!                     |
| 5        | プリンセスをさがせ！                               | Princess Clarabelle!                    |
| 6        | インドのけっこんしき                               | A Gollywood Wedding!                    |
| 6        | とまらないオートリクシャー                         | No Dilly Dally in New Delhi!            |
| 7        | ミッキーのかんしゃさいおたのしみレース             | Mickey's Thanksgiving Family Fun Race!  |
| 7        | かんしゃさいのでんとうりょうり                     | Happy Thanksgiving Helpers!             |
| 8        | こどもたちのゴーカートレース                       | Caution: Kids at Work!                  |
| 8        | ペットホテルはおおさわぎ！                         | The Snoozy Doozy Pet and Breakfast!     |
| 9        | ミッキーをさがせ                                   | Where's Mickey?                         |
| 9        | パリからきたカッコーたち                           | Cuckoo in Hot Dog Hills!                |
| 10       | しぜんをたのしもう！                               | Campy Camper Day!                       |
| 10       | ホットドッグヒルズのたんじょうび                   | Founder's Day Flounder!                 |
| 11       | グーフザウルス                                     | Goofasaur!                              |
| 11       | はじめてのおちゃかい                               | Teahouse Helpers                        |
| 12       | パパになったプルート                               | Papa Pluto                              |
| 12       | 「ドナルド」からのプレゼント                       | Happy Valentine Helpers                 |
| 13       | グリーン・ピート                                   | Petey O'Pete                            |
| 13       | デイジーのカントリー・フェア                       | Daisy Does It!                          |
| 14       | ミッキーのマウス・ハウス                           | Mickey's New Mouse House                |
| 14       | ミリーとメロディのバースデー・パーティー           | Millie and Melody's Sleepover           |
| 15       | ミッキーさんのまきば                               | Old McMickey Had a Farm                 |
| 15       | けんきゅうしつはキケン！                           | Happy Lab Helpers                       |
| 16       | まちのこうえんをなおそう！                         | Hard Hat Diggity Dog!                   |
| 16       | ひとりじゃダンスはおどれない                       | Hair-Rasing Helpers!                    |
| 17（18） | しんじゅくぎょえんはおおさわぎ                     | Hanami Hijinks                          |
| 17（18） | あこがれのはらじゅくファッション                   | Happy Harajuku Helpers                  |
| 18（19） | おさわがせなルームメート                           | Mickey's Roommate                       |
| 18（19） | ミニーのホテルづくり                               | Minnie's Bow-Tel                        |
| 19（21） | グーフィーとピートのおおきなゆめ                   | Goofy's Hot Dog Harvest                 |
| 19（21） | ペットたちのバースデー・パーティー                 | Puppy Birthday to You!                  |
| 20（25） | あこがれのマジシャン                               | Magic Tricked                           |
| 20（25） | ハートのアート                                     | Art From the Heart                      |
| 21（26） | ガチョウだらけのまち                               | Duck, Duck Geese!                       |
| 21（26） | シーッ！                                           | Shhhhh!                                 |
| 22（27） | みんなでおどろう！                                 | Wheelchair Pals                         |
| 22（27） | めいしんだらけのいちにち                           | Super-Duper-Stitious Day!               |
| 23（28） | ひこうせんをのりこなせ                             | Goofy and Pete's Wild Ride              |
| 23（28） | クララベルのおひっこし？                           | The Happiest Day of All!                |
| 24（29） | みんなのホット・ディギティー・ドッグ・エクスプレス | All Aboard the Hot Diggity Dog Express! |
| 24（29） | おふろはきらい！？                                 | Flea-bee Jeebies                        |
| 25（17） | ドナルドのバースデー・レース                       | Donald's Fast Food 500                  |
| 25（17） | おたすけミニ・ヘルパー                             | Mini-Helpers                            |
| 26（20） | ジャンクヤードのスポーツたいけつ！                 | Mickey's Sporty Day                     |
| 26（20） | がんばれ！チリ・ドッグス                           | Go, Chili Dogs                          |
| 27（22） | インドからのおきゃくさま                           | Holiday in Hot Dog Hills                |
| 27（22） | ハッピー・こねこ・ヘルパー                         | Happy Kitty Helpers                     |
| 28（23） | ものをかたづけよう！                               | Enough Stuff                            |
| 28（23） | ペネロペのやきもち                                 | The Hippity Hop Horse Show              |
| 29（24） | みずうみのかいじゅう                               | The Mystery of Hot Dog Lake!            |
| 29（24） | スーパーヒーローになろう！                         | Phantom Wing                            |
| 30       | ゆうえんちがたのしいわけ                           | There Goes Our Fun                      |
| 30       | おこしちゃダメ！                                   | Don't Wake the Baby                     |
| 31       | おじさんがやってきた                               | Donald's Dilemma                        |
| 31       | プリンセス・オリビアのちょうせん                   | The Royal-ympics!                       |
| 32       | しんゆうはどっち                                   | Dale's New Pal                          |
| 32       | ふたりのクッコーロカ                               | The Cuckoo Turnstyler!                  |
| 33       | ハッピーになるおてつだい                           | It's a Hap-Hap-Happy Hot Dog Hills!     |
| 33       | ハッピー・ヘルパーがうまれたひ                     | Happy Friend-iversary                   |
| 34       | ふたりでうたおう                                   | Crooner Mickey                          |
| 34       | みんなのレモネードやさん                           | Once Upon A Lemonade Stand              |
| 35       | じんせいはえのように                               | Holi, By Golly                          |
| 35       | ピンクにそまったまち                               | The Pink City                           |
| 36       | ミッキーのハッピー・ハロウィーン！                 | The Spooky Spook House                  |
| 36       | クララベルとゆめのトロフィー                       | Clarabelle's Banana Splitz              |

## スピンオフ作品
- Mickey Mouse: Mixed-Up Adventures SHORTS 1話2～4分の短編。日本でも一部の作品が「ミッキー・モーニング」としてディズニージュニア等で放送されているが、個々の日本語版タイトルは公表されていない（2021.3時点）
  1. Mickey Mornings: Theme Song
  2. Mickey Mornings: Brush to the Beat
  3. Hey, Hey it's Breakfast
  4. Get Ready Song!
  5. All Aboard the Hot Diggity Dog Express
  6. Don't Wake the Baby
  7. The Royal-ympics!
  8. Dale's New Pal
  9. Happy, Happy Birthday Song
  10. Happy Friend-iversary!
  11. Crooner Mickey
  12. Holi, By Golly!
- 『ミッキーとプルートのおかしなはなし』（Mickey Mouse Hot Diggity Dog Tales）1話2～3分の短編。日本でもディズニージュニア等で放送されているほか、Disney＋での視聴が可能である。英語版はYouTubeのDisney Junior公式チャンネルで視聴することができる。
  1. ミッキーの暴走トラクター！（Mickey's Tricky Tractor!）
  2. プルートのワオーウィーン！（Pluto's Howl-A-Ween!）
  3. イタチを捕まえろ！（Catch That Weasel!）
  4. いい波だよ、ミッキー！（Surf's Up, Mickey!）
  5. ミッキーの朝ごはんとの戦い！（Mickey's Breakfast Blast!）
  6. おやすみ、ミッキー（Goodnight Mickey）
  7. クリスマスのキラキラ競争（The Lights Before Christmas!）
  8. ミッキーのノリノリ・ダンスパーティー！（Mickey's Hot Dog Dance Party!）
  9. ミッキーのくねくねホース！（Mickey's Water Hose Woes!）
  10. 綿ぼこりの逆襲！（Dust Bunny Dust-Up!）
  11. プルート、お風呂だよ！（Bow-Wow Bath Time!）
  12. ミッキーの汽車ぽっぽ！（Mickey's Choo-Choo Trouble!）
  13. ミッキーの遊園地は楽しい！（Mickey's Carnival Caper!）
  14. 誰か下ろして！（What Goes Pup, Must Come Down!）
  15. 踊るフラミンゴ！（Flamingo-A-Go-Go）
  16. ミッキーの不気味なムービーナイト！（Mickey's Spooky Movie Night）
  17. ミッキーのワンワン誕生日！（Mickey's Bow-Wow Birthday）
  18. ミッキーのお届け物！（Mickey's Special Delivery!）